# Sablayan
Sablayan là một đô thị hạng 1 ở tỉnh Occidental Mindoro, Philippines. Theo điều tra dân số năm 2000, đô thị này có dân số 63.685 người trong 12.533 hộ.

## Barangay
Sablayan được chia thành 22 barangay.
| - Batong Buhay - Buenavista - Burgos - Claudio Salgado - General Emilio Aguinaldo - Ibud - Ilvita - Ligaya - Poblacion (Lumangbayan) - Paetan - Pag-Asa | - San Agustin - San Francisco - San Nicolas - San Vicente - Santa Lucia - Santo Niño - Tagumpay - Victoria - Lagnas - Malisbong - Tuban |